# Ильин, Александр Михайлович (тренер)
Александр Михайлович Ильин (род. 26 декабря 1958 года) — заслуженный тренер России (подводный спорт, плавание).

## Карьера
Уроженец Ивановской области. Окончил Военный институт физкультуры в Ленинграде. Занимался лыжным спортом, был начальником спортивного клуба армии ПВО.
В 2015 году команда Ильина пережила компрометирующую историю: Виталина Симонова не прошла тест на допинг-контроль и была отстранена от соревнований на 4 года.

## Воспитанники
Воспитанники Ильина не раз занимали призовые места на международных соревнованиях. Среди наиболее титулованных учеников Ильина —
- Сергей Ахапов 21-кратный чемпион мира по плаванию в ластах, змс СССР
- Валентина Артемьева — четырёхкратная чемпионка Европы по плаванию брассом, пятикратная чемпионка мира по плаванию в ластах, змс
- Алена Алексеева — чемпионка Европы по плаванию на короткой воде, мсмк
- Сергей Гейбель — чемпион мира по плаванию на короткой воде,змс
- Виталина Симонова — трёхкратная чемпионка мира по плаванию в ластах, змс
- Анастасия Глухих — двухкратная чемпионка мира, трёхкратная чемпионка Всемирных игр по плаванию в ластах, змс
- Мария Патласова — двухкратная чемпионка Европы по плаванию в ластах, змс
- Лидия Стадник

и др.

## Скандал
В ноябре 2021 года тренера задержали в аэропорту Пулково за отказ надеть маску. Ильина жестко скрутили и положили на пол. Через несколько дней должен был состояться суд по этому делу, но Ильин опять отказался надеть маску и его вывели из зала. Заседание отложили на неопределённый срок.
В декабре суд вынес решение об административном наказании в виде штрафа в 3 тысячи рублей.